# Toussaint Bastard
Toussaint Bastard (Chalonnes-sur-Loire,1784 - ib., 1846 ) fue un botánico y pteridólogo francés, que realizó una destacada descripción de la flora del Departamento de Maine y Loira. En el Museo botánico de Angers se conservan sus colecciones.

## Epónimia
Se le han dedicado unas cuarenta plantas, en particular el género Bastardia (Malvaceae), nombrado en su honor por Carl Sigismund Kunth.
En su honor se nombran especies como:
- (Papaveraceae) Fumaria bastardii Boreau
- (Poaceae) Festuca bastardii  Kerguélen & Plonka

y los géneros:
- (Malvaceae) Bastardia Kunth
- (Malvaceae) Bastardiastrum (Rose) D.M.Bates

- La abreviatura «Bastard» se emplea para indicar a Toussaint Bastard como autoridad en la descripción y clasificación científica de los vegetales.[2]